# اردوگاه کار اجباری زرتوخن‌بوش
اردوگاه کار اجباری زرتوخن‌بوش یا سرتوخن‌بوس، که با نام اردوگاه فوخت نیز شناخته می‌شود، اردوگاهی برای کار اجباری واقع در فوخت در نزدیک شهر سرتوخن‌بوس هلند بود. این اردوگاه در سال ۱۹۴۳ افتتاح شد و ۳۱٬۰۰۰ زندانی در آن نگهداری می‌شدند. ۷۴۹ زندانی در اردوگاه جان خود را از دست دادند و بقیه نیز اندکی پیش از آزادسازی اردوگاه توسط نیروهای متفقین در ۱۹۴۴ به اردوگاه‌های دیگر منتقل شدند. پس از جنگ از این اردوگاه به عنوان زندانی برای آلمانی‌ها و هلندی‌های همدست رژیم نازی استفاده شد. امروزه یک مرکز بازدیدکنندگان با نمایشگاه و بنای یادبود به یاد قربانیان آن اردوگاه وجود دارد.

## تاریخچه
در طول جنگ جهانی دوم، آلمان نازی از ۱۹۴۰ تا ۱۹۴۵ هلند را در اشغال داشت. در سال ۱۹۴۲ نازی‌ها زندانیان یهودی و سایر زندانیان را از طریق اردوگاه‌های انتقالی امرزفورت و وستربورک از هلند به اردوگاه کار اجباری آشویتس منتقل کردند، به استثنای ۸۵۰ زندانی که به اردوگاه کار اجباری ماوتهاوزن فرستاده شدند. هنگامی که آن‌ها متوجه کوچک بودن امرزفورت و وستربورک به منظور اداره تعداد زیادی از زندانیان شدند، اس‌اس تصمیم گرفت که یک اردوگاه کار اجباری در فوخت در نزدیکی شهر سرتوخن‌بوس ایجاد کند.
ساخت اردوگاه در هرتزوگن‌بوش، که نام آلمانی «سرتوخن‌بوس» بود، در سال ۱۹۴۲ آغاز شد. این اردوگاه از اردوگاه‌های کار اجباری در آلمان الگوبرداری شده یود. نخستین زندانیانی که در سال ۱۹۴۳ وارد شدند، ناچار شدند ساخت اردوگاه را به پایان برسانند. این اردوگاه از ژانویه ۱۹۴۳ تا سپتامبر ۱۹۴۴ مورد استفاده قرار گرفت. در این دوره، حدود ۳۱۰۰۰ زندانی در آن نگهداری می‌شدند: از جمله یهودیان، زندانیان سیاسی، مبارزان مقاومت، کولی‌ها، شاهدان یهوه، همجنس گرایان، افراد بی خانمان، بازرگانان بازار سیاه، بزهکاران و گروگان‌ها.
به دلیل گرسنگی، بیماری و بدرفتاری، حداقل ۷۴۹ مرد، زن و کودک در این اردوگاه جان دادند. از این تعداد، ۳۲۹ نفر در محل اعدام درست در بیرون از اردوگاه به قتل رسیدند. با نزدیک شدن نیروهای متفقین به زرتوخن‌بوش، اردوگاه تخلیه شد و زندانیان به اردوگاه‌های کار اجباری در شرق منتقل شدند؛ تا ۴–۵ سپتامبر ۱۹۴۴، زنان زندانی به اردوگاه کار اجباری راونسبروک و مردان نیز به زاخسنهاوزن  منتقل شدند. در ۲۶ اکتبر ۱۹۴۴، نیروهای اسکاتلندی و کانادایی از واحد زرهی ۴ام ارتش کانادا، هنگ ۵ام ضد تانک پس از جنگ با نگهبان باقی‌ماندهٔ اس‌اس اردوگاه را که تقریباً کامل تخلیه شده بود آزاد کردند. حدود ۵۰۰–۶۰۰ زندانی زنده مانده بودند که قرار بود در عصر همان روز اعدام شوند، ولی با ورود نیروهای آزادیبخش از مرگ نجات پیدا کردند. حدود ۵۰۰ زندانی نیز در تلی از اجساد در نزدیکی دروازه‌ها پیدا شدند که در صبح همان روز آزادسازی اعدام شده بودند.
در نخستین سال پس از جنگ، این اردوگاه برای بازداشت آلمانی‌ها، نفرات هلندی اس‌اس، کسانی که گمان بر همدستیشان بود به همراه فرزندانشان، و جنایتکاران جنگی مورد استفاده قرار گرفت. اردوگاه در ابتدا توسط سربازان نیروهای متحد محافظت می‌شد، اما اندکی بعد توسط هلندی‌ها محافظت شد.

### دفترچه خاطرات داوید کوکر
داوید کوکر (۱۹۲۱–۱۹۴۵)، که یک دانشجوی یهودی بود با خانواده اش در آمستردام زندگی می‌کرد تا اینکه در شب ۱۱ فوریه ۱۹۴۳ اسیر و به اردوگاه فوخت منتقل شد. در حین توقیف، او دفترچه خاطراتی نوشت که قسمتهای مختلف آن قاچاقی به بیرون از اردوگاه منتقل می‌شدند اما امروزه به شکل در دسترس است. نوشته‌های او رویدادهای ۱۱ فوریه ۱۹۴۳ تا ۸ فوریه ۱۹۴۴ را ثبت کرده‌اند. داوید در دفتر خاطرات خود شعر می‌سرود و در اردوگاه به کودکان یهودی آموزش می‌داد.
در ۲ ژوئن ۱۹۴۴، او و خانواده اش را با قطار به آشویتس-برکناو منتقل کردند. داوید این فرصت را پیدا کرد که نامه ای از قطار به بیرون پرتاب کند. خانواده او بعدها به اردوگاه گروس‌روزن (در بیلاوا) منتقل شدند. مادر و برادرش ماکس از جنگ جان سالم به در بردند، اما داوید در هنگام انتقال افراد بیمار به داخائو در سال ۱۹۴۵ درگذشت.

### دفترچه خاطرات هلگا دین
هلگا دین (زاده ۶ آوریل ۱۹۲۵ در آلمان – درگذشته ۱۶ ژوئیه ۱۹۴۳ در سوبیبور، شچچین) نویسنده یک دفترچه خاطرات بود که در سال ۲۰۰۴ یافته شد و در آن او از مشاهداتش در جریان اسکان در اردوگاه زرتوخن‌بوش می‌نویسد. پس از واپسین نوشته‌اش در دفترچه خاطرات در حوالی آغاز ژوئیه ۱۹۴۳، هلگا در سن ۱۸ سالگی به سوبیبور منتقل و در آنجا کشته شد.